# Пугало (фильм, 2020)
«Пугало» — якутский фильм режиссёра Дмитрия Давыдова, получивший главный приз 31-го кинофестиваля Кинотавр в 2020 году.

## Сюжет
Люди избегают и боятся её, но идут к её двери, потому что только она может решать проблемы любого рода. Она целительница, отшельница, юродивая и пьющая. Она знает, что спасительная благодать, которую она применяет, губит её.

## Награды и номинации

### Награды
- 31-й открытый российский кинофестиваль «Кинотавр», Россия, Сочи, 2021 г.
  - Главный приз[3]
  - Лучшая женская роль (Валентина Романова-Чыскыырай)
  - Приз имени Даниила Дондурея Гильдии киноведов и кинокритиков России[4]
- 18-й международный кинофестиваль стран Азиатско-Тихоокеанского региона во Владивостоке «Меридианы Тихого», Россия, 2021 г.
  - Приз зрительских симпатий за лучший российский фильм[5]
- Международный кинофестиваль в Тромсё (TIFF), Норвегия, 2021 г.
  - Премия «Вера в кино»[6]

- Национальная премия кинокритики и кинопрессы «Белый слон», Россия, Москва, 2021 г.[7]
  - Лучший режиссёр (Дмитрий Давыдов)
  - Лучшая женская роль (Валентина Романова-Чыскыырай)
- Главный приз на 7-м французском кинофестивале российского кино «Quand les Russes», Франция, Париж, 2021 г.[8]

### Номинации
- Международный кинофестиваль стран Арктики «Arctic open-2020», Россия, Архангельск, 2020 г.[9]
- Национальная кинематографическая премия «Ника», Россия, Красногорск, 2021 г.
  - Лучший игровой фильм
  - Лучшая режиссёрская работа (Дмитрий Давыдов)
  - Лучшая женская роль (Валентина Романова-Чыскыырай)